# George Parker
George Swinnerton Parker (1886-1952) là nhà phát minh người Mỹ. Ông là chủ doanh nghiệp môn cờ và tác giả của hơn 100 trò chơi, gồm Pit, Rook, Flinch, Risk và Clue.